# Светлост из друге куће
„Светлост из друге куће” је југословенски ТВ филм из 1972. године. Режирао га је Велимир Абрамовић а сценарио је написао Велимир Абрамовић по делу Луиђи Пирандела.

## Улоге
| Глумац             | Улога                |
| ------------------ | -------------------- |
| Ђорђе Јелисић      | Тулио Бути           |
| Љубица Ковић       | Нина                 |
| Цвијета Месић      | Клотилдина           |
| Огњанка Огњановић  | Г-ђа Мархерита Масци |
| Таквор Оскијанијан | Г. Масци             |